# Tamal del Perú

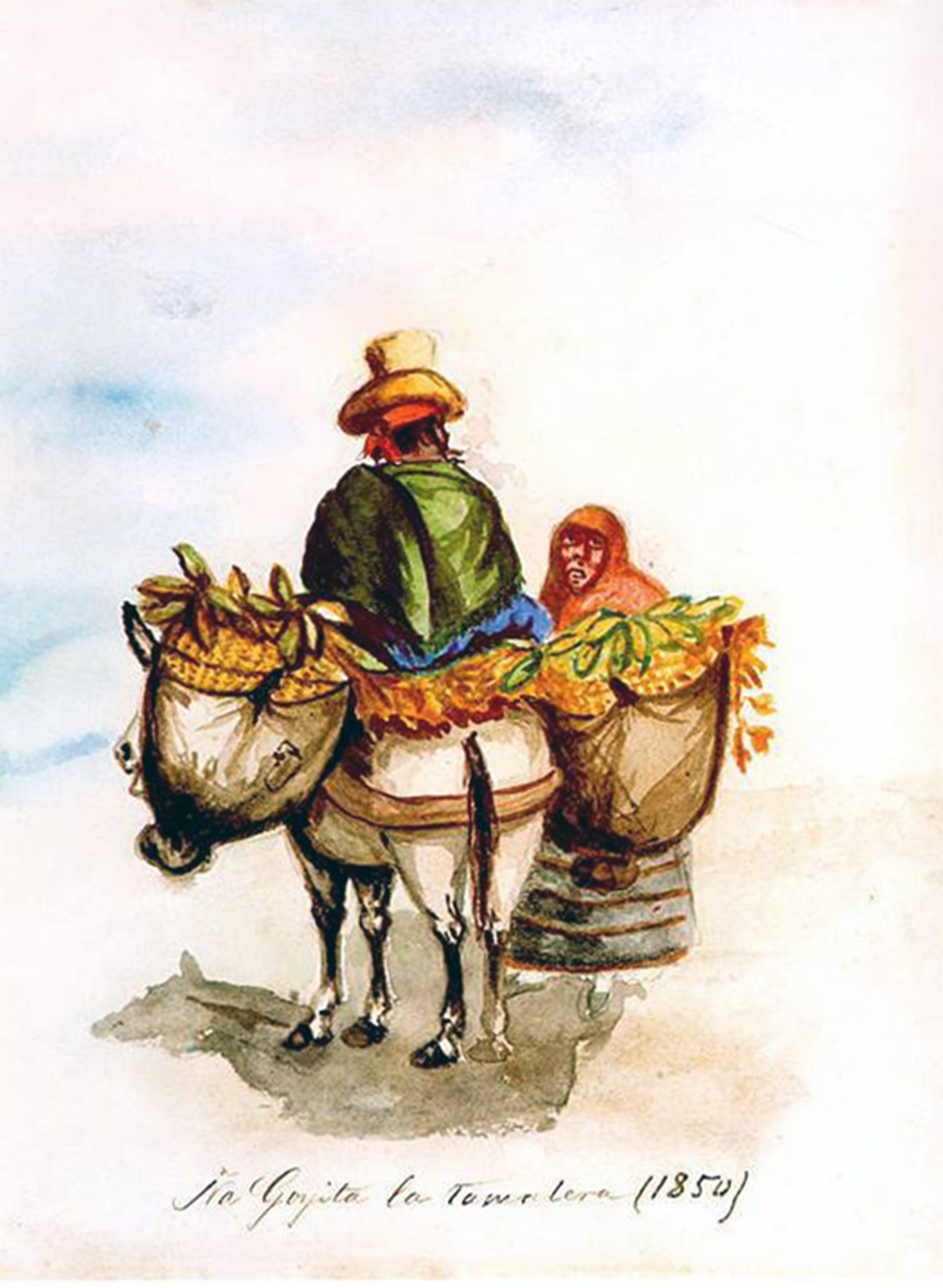
Ña Goyita la tamalera (acuarela de Pancho Fierro, 1850)

El tamal del Perú es un tamal hecho a base de maíz que es oriundo de Perú y se conoce en existencia precolombina. La palabra tamal es oriunda del idioma nahuatl (tamalli) que hablaron los mexicas. La palabra oriunda de la región andina es humita que viene del quechua. El antropólogo peruano Humberto Rodríguez Pastor destaca una variante del tamal de Lima como un legado afroperuano que le suma sazón al sabor del tamal indígena y crea su propia variante a la gastronomía de este país en su obra La vida en el entorno del tamal peruano. Es importante destacar, según Rodríguez Pastor "el más conocido producto que permitió la aparición del tamal peruano es la humita pre-inca, a la que en los comienzos del siglo XVII se le definía como bollicos de maíz como tamales". 

## Variedades

### Según región
En la Gastronomía del Perú existen diferentes tipos de tamales según la región:
- De la costa central y sureña, con carne de res, cerdo, o pollo. Algunos le agregan huevo sancochado, aceitunas o maní sancochado.
- De la costa norte, con culantro, que hace que tome el color verde (tamalito verde).
- De la sierra, preparándolo también al estilo de la pachamanca.

### Según ingredientes
Vale acotar que en el Perú hay muchos tipos de tamales, dependiendo de la región y de acuerdo a los departamentos, ciudades e incluso en las comunidades. Para citar algunos de ellos:
1. Tamales hechos con maíz amarillo envuelto en hojas de plátanos.
2. Tamales con maíz blanco o mote.
3. Tamales con maíz tierno (choclo): maíz aún verde granos en estado lechoso
4. Tamales de harina de maíz seco.
5. Tamales envueltos en las hojas (pancas) del maíz o con hojas de plátano o bijao.
6. Tamales dulces con azúcar morena o chancaca que le denominan Humitas.
7. Tamales verdes piuranos, que llevan culantro molido en la masa, lo que le da un sabor especial.

También se elaboran humitas de yuca y tiene el nombre de Chapanas.

### Según forma y tamaño
Por otro lado varían los tamaños y las formas de acuerdo a la región, por ejemplo en la zona sur en: Mala, Chincha, Pisco e Ica, lo hacen de tamaños gigantes pues cada tamal pesa más de 2 kilos. Así mismo, la técnica de cocción varía, por ejemplo:
- el Shatu lo hacen hervir en una olla, colocando en la base las canas dulces (Urwas) machacadas del maíz, especialmente seleccionadas y denominadas (wiru).
- la Qanq’a es cocido en una plancha de hierro, comal, sartén o plancha de arcilla especial denominado Q’analla, cocinado también directamente a la brasa.

### Según relleno
Los tamales del Perú no llevan relleno, sin embargo, según la región es posible encontrar al interior de la masa algunos alimentos como  pueden ser: carne de cerdo o pollo guisada, a veces con presas, carne de res, jamón ahumado serrano, huevo duro, queso, aceitunas, pasas, maní (cacahuetes) o chicharrones.

### Según envoltorio
En la zona del norte chico, como Áncash, (más cercano a Lima), se da otro tipo de tamales, que varían de acuerdo a la forma de envolver con las hojas de maíz, es decir en forma plana, el cual tiene completamente otro sabor denominado Shatu. Otra variante de tamal no envuelto, se denomina Tojtochi, predominante en la sierra del sur del país, principalmente en Puno.
El tamal blanco cusqueño, el verde norteño y el amarillo, son elaborados con harina de maíz muy fina molido en molino de piedra que puede tener relleno o no. Son envueltos con las hojas verdes de la mazorca y cocidos al vapor. De tamaño muy pequeño, son especiales para fiestas como aperitivo, bocaditos (botanas); pueden ser dulces o salados, picantes o no picantes.

## Galería

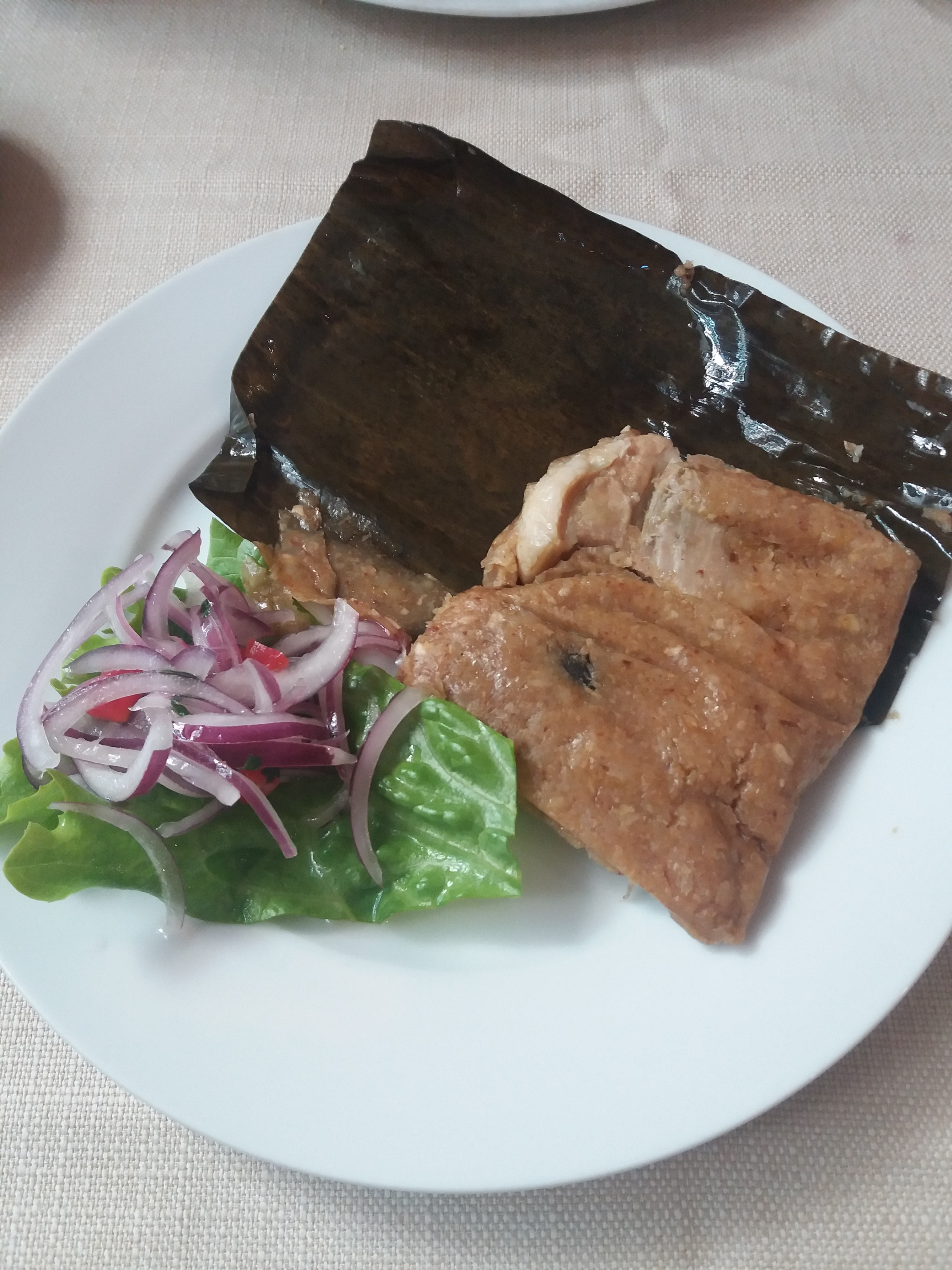
Tamal chinchano
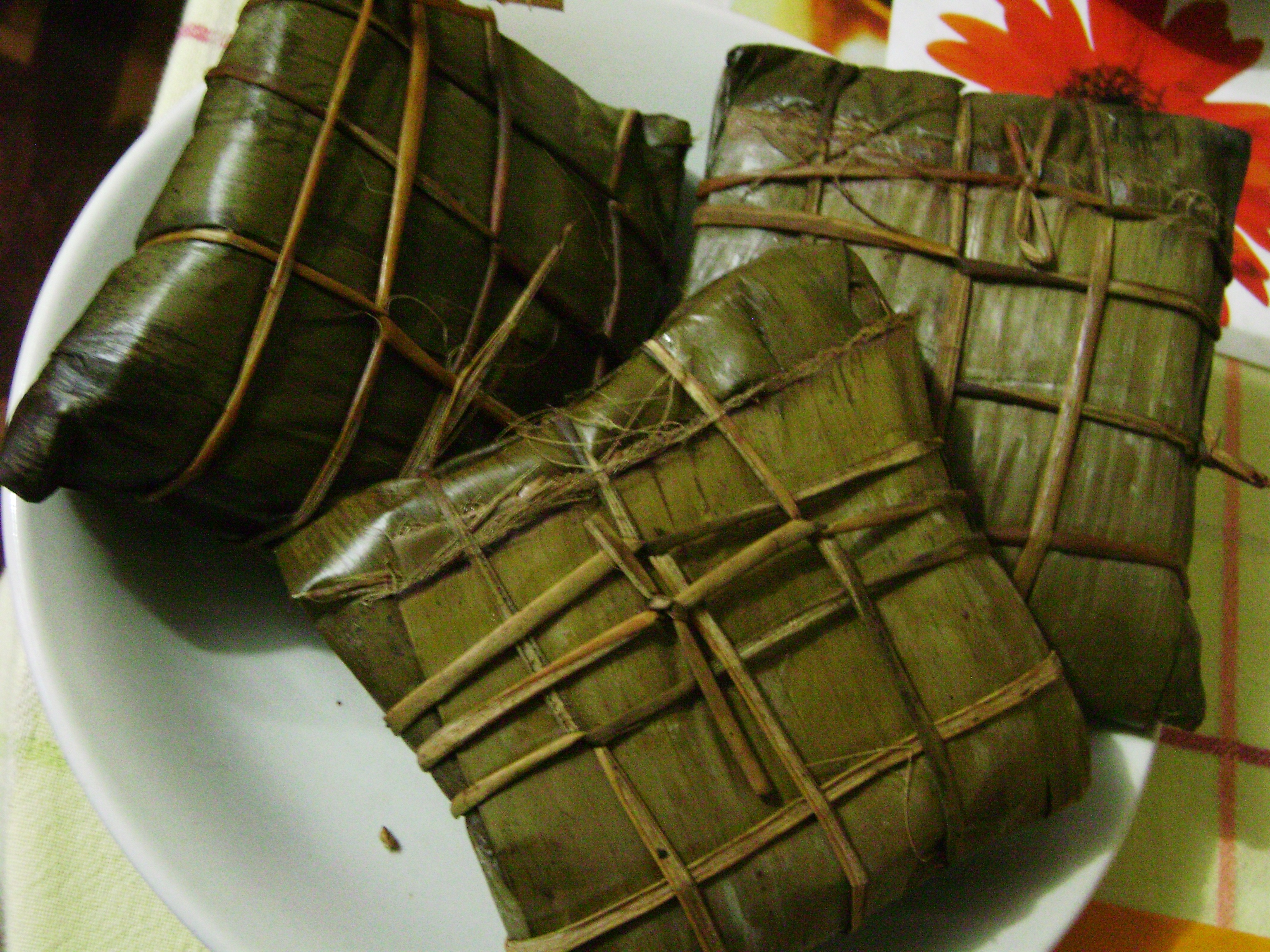
Tamales de Lunahuaná
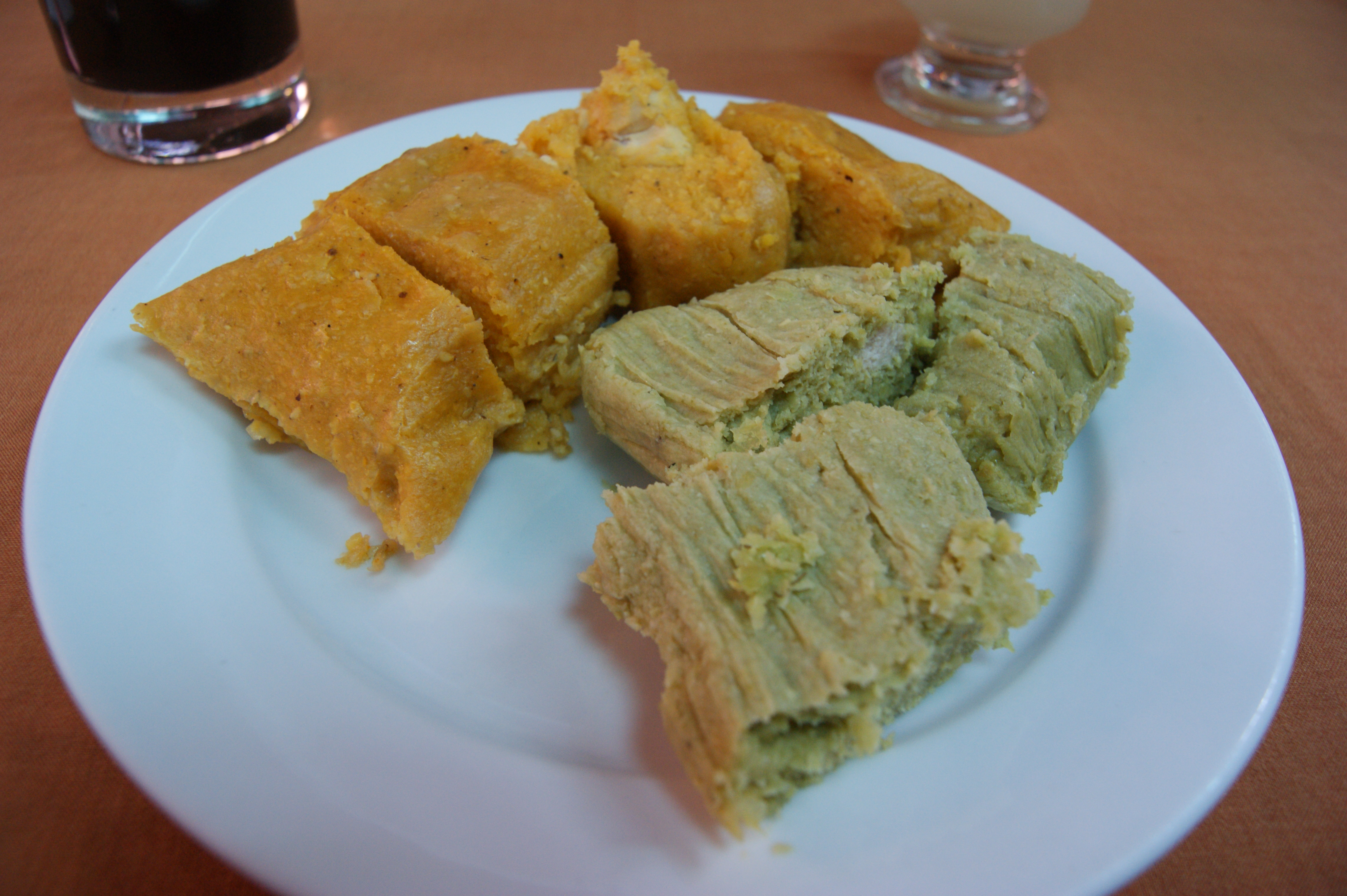
Tamal criollo y tamalito verde